# Arachnoidella
Arachnoidella is een mosdiertjesgeslacht uit de familie van de Arachnidiidae en de orde Ctenostomatida. De wetenschappelijke naam ervan is in 1983 voor het eerst geldig gepubliceerd door d'Hondt.

## Soorten
- Arachnoidella annosciae (d'Hondt & Geraci, 1976)
- Arachnoidella barentsia Kluge, 1962
- Arachnoidella brevicaudata (d'Hondt & Mawatari, 1987)
- Arachnoidella dhondti (Franzén & Sandberg, 2001)
- Arachnoidella dubia (d'Hondt, 1976)
- Arachnoidella echinophilia Gordon, 1986
- Arachnoidella evelinae (Marcus, 1937)
- Arachnoidella ophidiomorpha (d'Hondt & Mawatari, 1987)
- Arachnoidella prenanti (d'Hondt, 1976)
- Arachnoidella protecta Harmer, 1915
- Arachnoidella thalassae (d'Hondt, 1979)